# Puente de San Pablo (Cuenca)
El puente de San Pablo es un puente viga que cruza el río Huécar en la ciudad española de Cuenca.

## Historia
Antecedentes
El puente actual tuvo como antecedente a otro de igual nombre, construido entre 1533 y 1589 por iniciativa del canónigo Juan del Pozo originalmente en piedra, para salvar la hoz del Huécar, comunicando el convento de San Pablo y el casco urbano. Este puente se derrumbó.
Nuevo puente

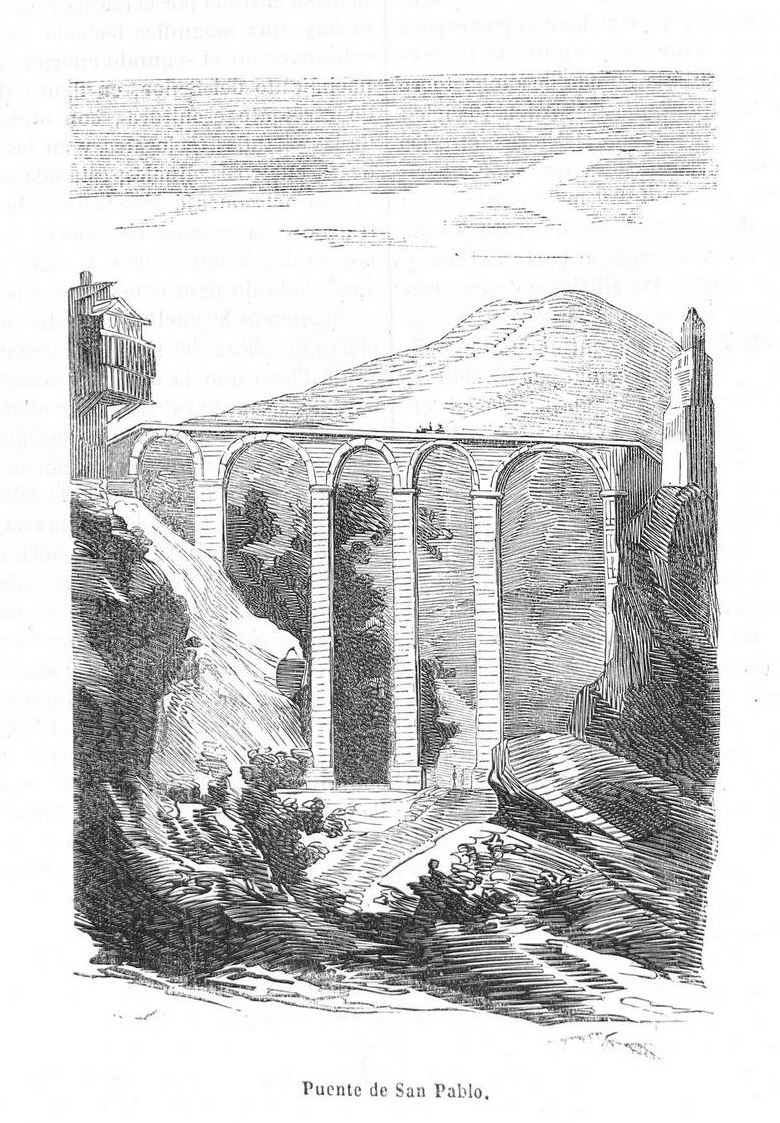
Antiguo Puente de San Pablo en una ilustración de la revista Semanario Pintoresco Español, 1848.

En 1902 se construyó el puente de hierro y madera actual. El proyecto se realizó por el ingeniero de caminos valenciano José María Fuster y Tomás, y erigido por George H. Bartle, cuya fundición, también valenciana, contaba con gran renombre por aquella época, quedando inaugurado el 19 de abril de 1903. Es un puente rectilíneo, de 106 metros de longitud en dos vanos y 39 metros de altura máxima, apoyado en los pilares de arranque de sillería del puente anterior y, en el centro, en un puntal de hierro.

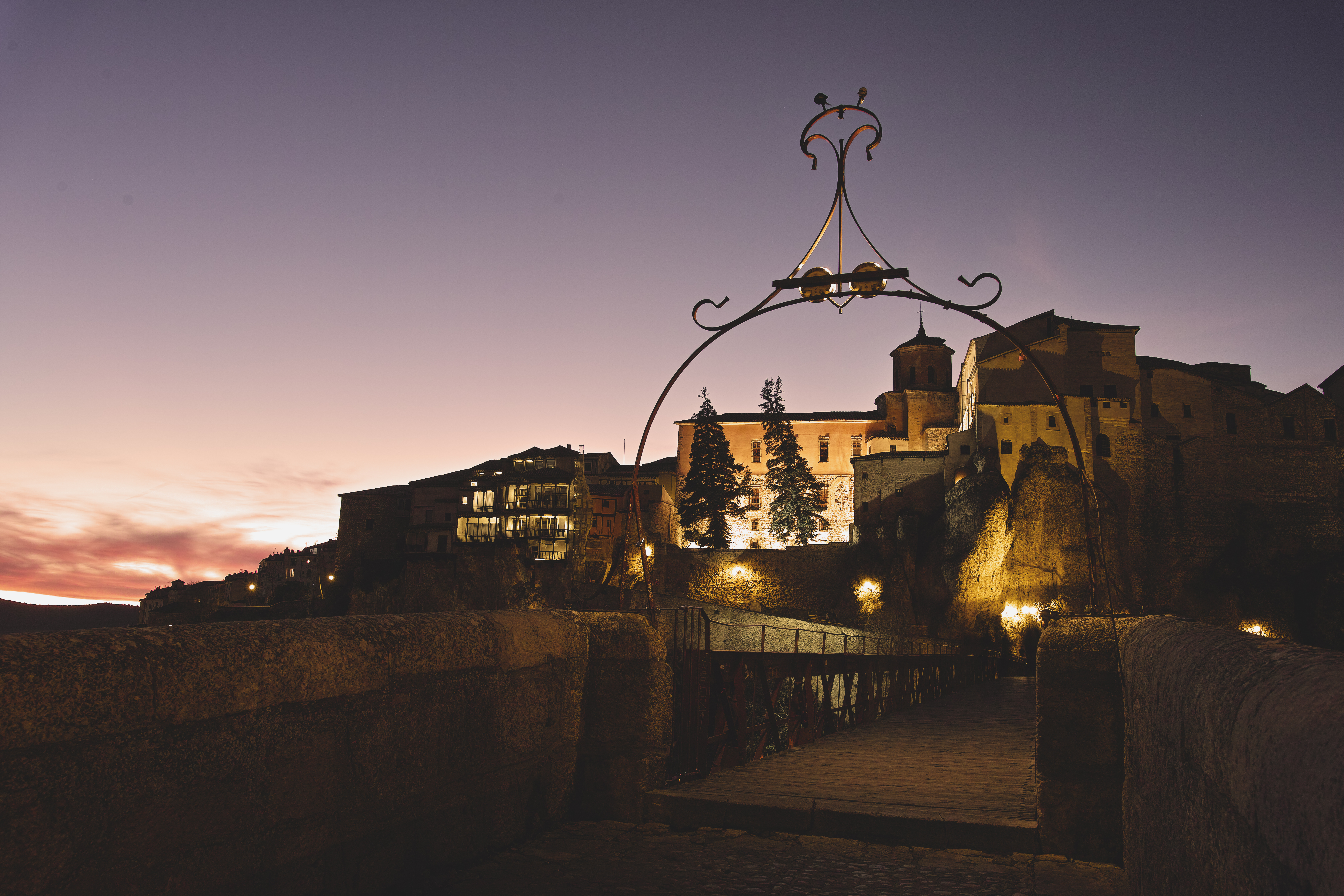
Vista nocturna del puente en la actualidad.

Parte del patrimonio de la ciudad de Cuenca, es uno de los mejores lugares desde los cuales observar las Casas Colgadas.